# Barakat Szahrinaw
Barakat Szahrinaw (tadż. Клуби футболи «Баракат» Шаҳринав) – tadżycki klub piłkarski, mający siedzibę w mieście Szahrinaw, na południu kraju.

## Historia
Chronologia nazw:
- 1981: Orzu Szahrinaw (ros. «Орзу» Шахринав)
- 1994: Szuhrat Szahrinaw (ros. «Шухрат» Шахринав)
- 2006: Barakat Szahrinaw (ros. «Баракат» Шахринав)

Piłkarski klub Orzu został założony w miejscowości Szahrinaw w 1981 roku. W tłumaczeniu orzu oznacza marzenie. W 1993 zespół debiutował w rozgrywkach Wyższej Ligi Tadżykistanu. W debiutanckim sezonie zajął przedostatnie 15. miejsce w końcowej klasyfikacji. W następnym sezonie zmienił nazwę na Szuhrat Szahrinaw i ponownie startował w Wyższej Lidze, gdzie był dziewiątym. W 1995 uplasował się na przedostatniej 14. pozycji i spadł do Pierwszej Ligi. W 2006 klub zmienił nazwę na Barakat Szahrinaw i startował w rozgrywkach Pucharu Tadżykistanu. Potem klub został rozformowany.

## Sukcesy

### Trofea międzynarodowe
Nie uczestniczył w rozgrywkach azjatyckich (stan na 31-12-2015).

### Trofea krajowe
| \| \| Zdobyte trofea w rozgrywkach Tadżykistanu (stan na: 31-12-2015) \| |                                                                 |      |          |
| Rozgrywki                                                                | Osiągnięcie                                                     | Razy | Sezon(y) |
| Mistrzostwo                                                              | I miejsce                                                       | 0    |          |
| Mistrzostwo                                                              | II miejsce                                                      | 0    |          |
| Mistrzostwo                                                              | III miejsce                                                     | 0    |          |
| Mistrzostwo                                                              | 9. miejsce                                                      | 1    | 1994     |
| Puchar                                                                   | zdobywca                                                        | 0    |          |
| Puchar                                                                   | finalista                                                       | 0    |          |
| Puchar                                                                   | runda wstępna                                                   | 1    | 2006     |
| II liga                                                                  | I miejsce                                                       | 0    |          |
| II liga                                                                  | II miejsce                                                      | 0    |          |
| II liga                                                                  | III miejsce                                                     | 0    |          |
| Tadżykistan                                                              | Zdobyte trofea w rozgrywkach Tadżykistanu (stan na: 31-12-2015) |      |          |

## Stadion
Klub rozgrywa swoje mecze domowe na stadionie Centralnym w Szahrinawiu, który może pomieścić 1 000 widzów.